# Нан (река)
Нан (тайск. แม่น้ำน่าน) — река в Таиланде, один из истоков реки Чаупхрая.
Нан берёт начало в одноимённой провинции у границы с Лаосом, далее течёт в южном и юго-юго-западном направлении по провинциям Уттарадит, Пхитсанулок и Пхичит. В провинции Накхонсаван Нан сливается с рекой Пинг, образуя реку Чаупхрая.
Длина реки — 390 км, площадь бассейна — 57 947 км². Главный приток — река Йом, остальные притоки малы. В провинции Пхитсанулок на реке распространены дома-лодки.
Климат на всём протяжении реки тропический с избыточным увлажнением. Летом температура часто превышает +40 °C, в холодный период может ночью снижаться до +15 °C и ниже.
Качество воды после развития городов на реке ухудшается. Также наблюдается неблагоприятная бактериологическая обстановка.
В 1976—1985 годах в провинции Пхитсанулок в качестве ирригационного проекта была построена дамба.

## Притоки
Главный приток реки — река Йом, которая впадает в Нан районе Чумсенг, провинция Накхонсаван. Остальные притоки располагаются в следующих провинциях:
Пхетчабун и Пхичит
- Кхлонг Бутсабонг
- Кхлонг Сантхао

Пхичит
- Ваттайом
- Вантхонг

Пхитсанулок
- Кхуэной

Уттарадит
- Кхлонг Трон
- Нампат

Нан
- Ламва
- Намхет
- Нампуа
- Нам Яу
- Намхау

## Изображения

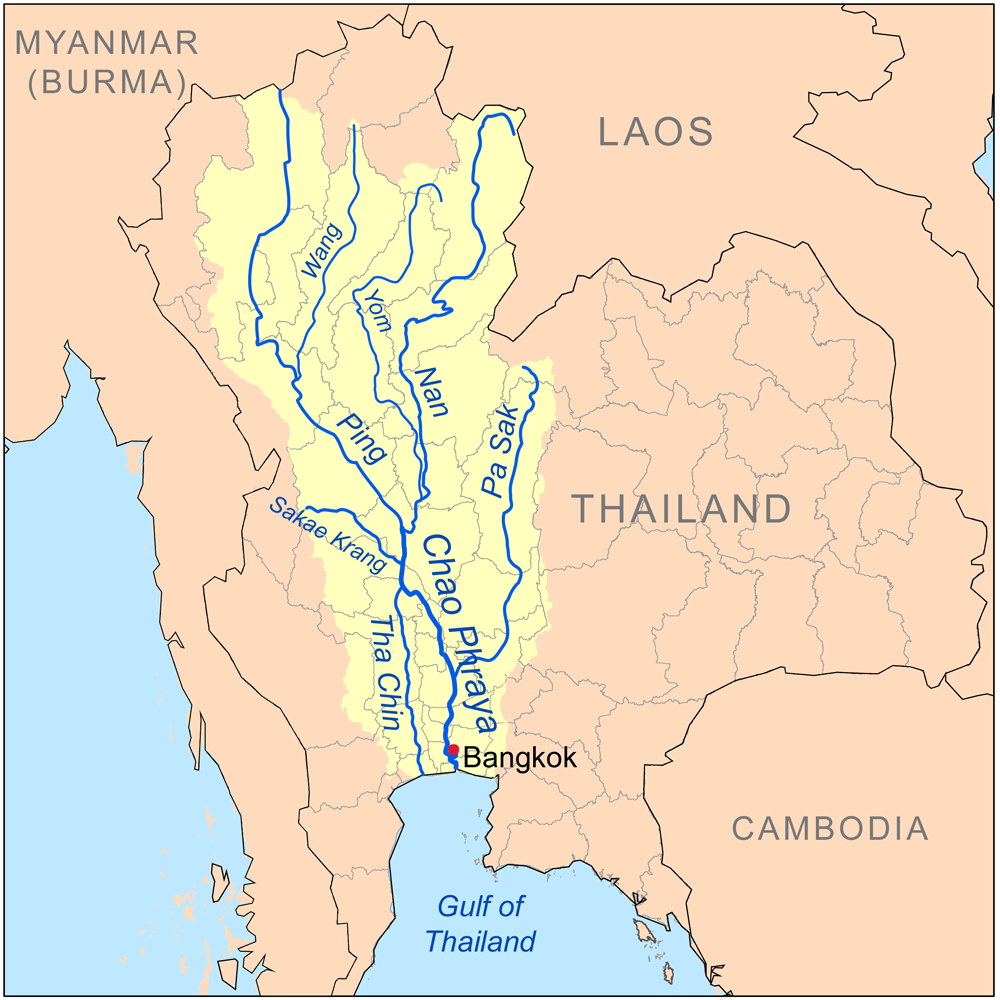
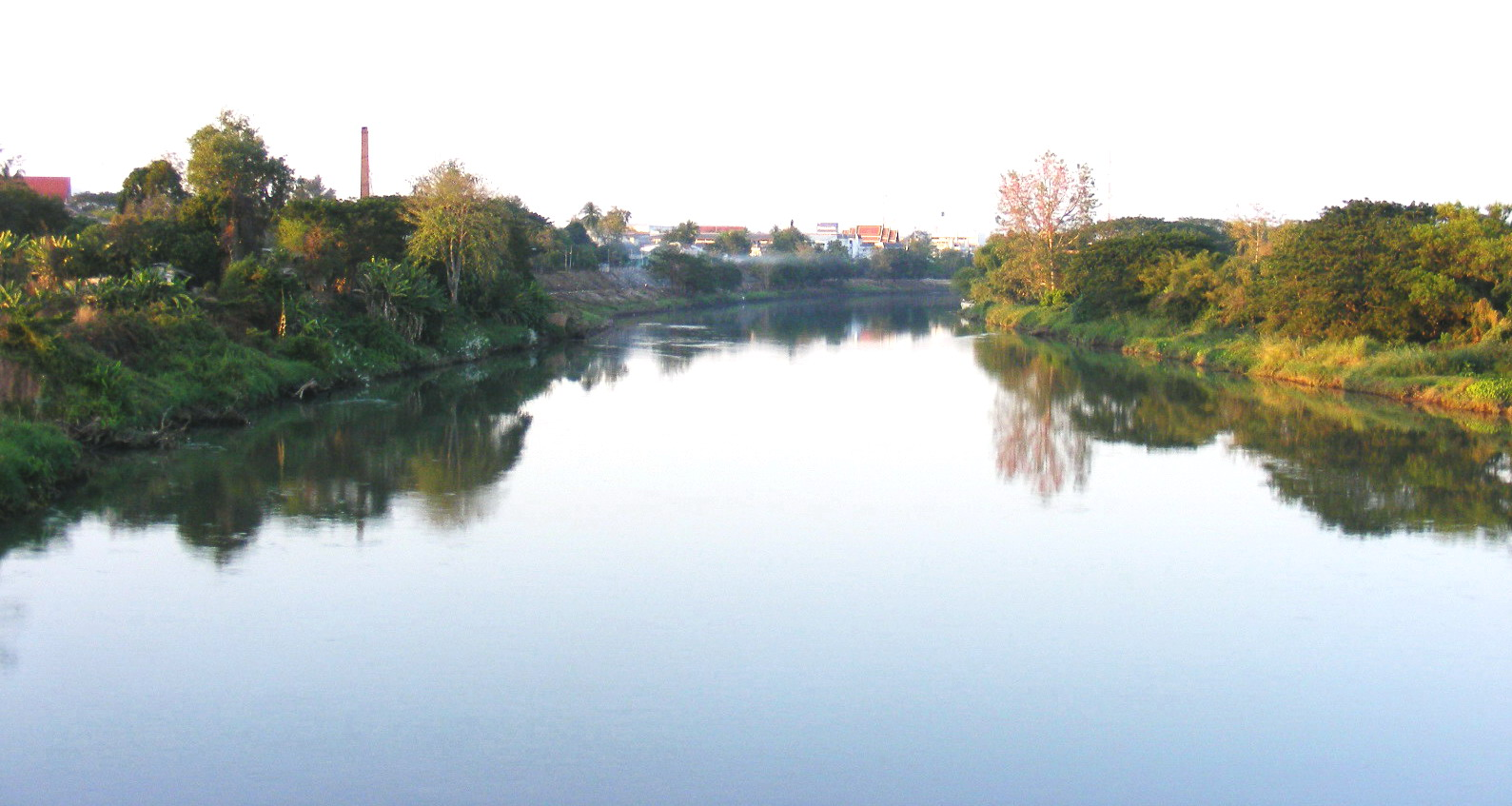
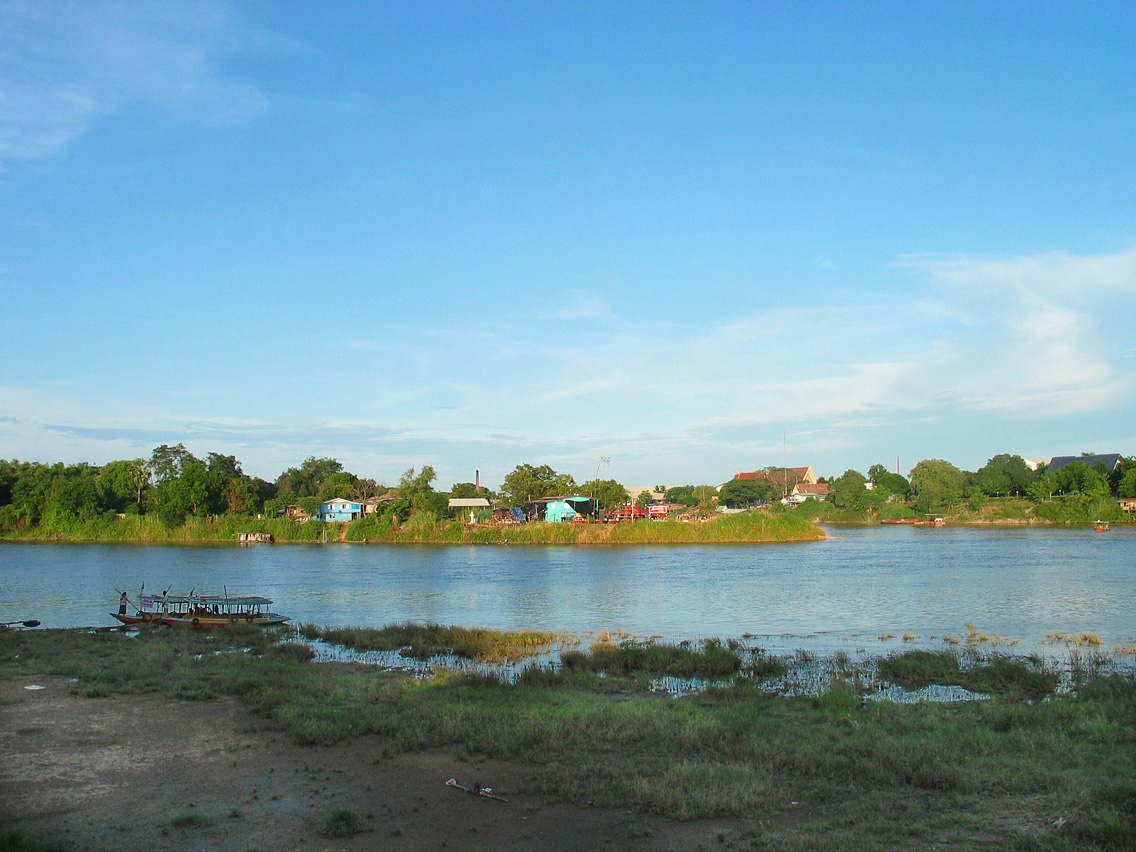
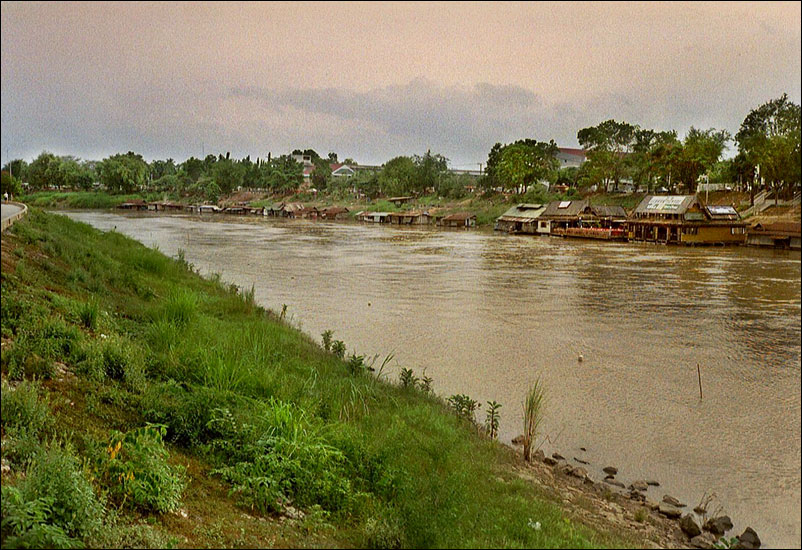
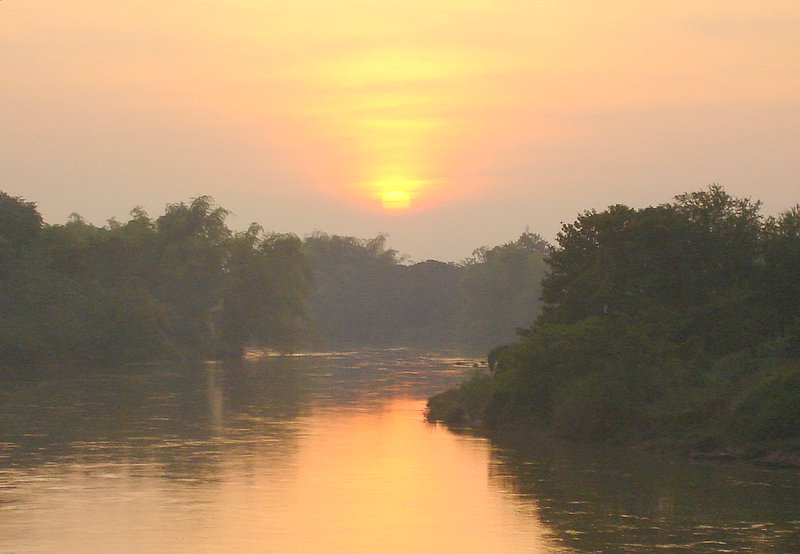